# Coupe d'Europe des nations d'athlétisme 2004
Navigation
Coupe d'Europe 2003 Coupe d'Europe 2005
La 25e coupe d'Europe des nations d'athlétisme s'est déroulée les 19 et 20 juin 2004 à Bydgoszcz en Pologne pour la Superligue, à Plovdiv et Istanbul pour la 1re division, à Reykjavík et Novi Sad pour la 2e division. Elle comporte 20 épreuves chez les hommes et chez les femmes.
L'Allemagne renoue avec la victoire chez les hommes; une victoire qui lui faisait défaut depuis la coupe d'Europe 1999.

Chez les femmes, la Russie obtient une 8e victoire consécutive.

## Superligue
Chez les hommes, le Royaume-Uni vire en tête à la fin de la première journée, avec 6 victoires en 10 épreuves, malgré la disqualification sur 100 m de Mark Lewis-Francis, en raison d'un faux départ. 
Chez les femmes, la Russie domine largement, devant la France.
En deuxième journée, chez les hommes, le classement est indécis jusqu'à la dernière épreuve, le relais 4 × 400 mètres, où les Allemands l'emportent.
L'équipe féminine russe conforte son avance en accumulant les premières et les deuxièmes places, loin devant les Ukrainiennes.
Au 5 000 m, la Britannique Paula Radcliffe réalise la troisième performance de tous les temps, en 14 min 29 s 11.

### Résultats
| Place | Pays        | Points |
| ----- | ----------- | ------ |
| 1     | Allemagne   | 107,5  |
| 2     | France      | 105    |
| 3     | Pologne     | 104    |
| 4     | Royaume-Uni | 102,5  |
| 5     | Russie      | 99     |
| 6     | Italie      | 72     |
| 7     | Suède       | 67     |
| 8     | Pays-Bas    | 62     |

| Place | Pays        | Points |
| ----- | ----------- | ------ |
| 1     | Russie      | 142    |
| 2     | Ukraine     | 97     |
| 3     | France      | 92,5   |
| 4     | Allemagne   | 92     |
| 5     | Pologne     | 86,5   |
| 6     | Grèce       | 79     |
| 7     | Espagne     | 66     |
| 8     | Royaume-Uni | 63     |

### Tableau synthétique des résultats

#### Hommes
|                   | Allemagne | France | Pologne | Royaume-Uni | Russie | Italie | Suède | Pays-Bas |
| ----------------- | --------- | ------ | ------- | ----------- | ------ | ------ | ----- | -------- |
| Lancer du marteau | 7         | 4      | 8       | 2           | 5      | 6      | 3     | 1        |
| 400 m haies       | 2         | 7      | 4       | 8           | 6      | 3      | 1     | 5        |
| Saut en hauteur   | 6         | 2      | 7       | 3,5         | 3,5    | 5      | 8     | 1        |
| 100 m             | 6         | 7      | 8       | 0           | 4      | 5      | 2     | 3        |
| Lancer du poids   | 6         | 2      | 5       | 8           | 3      | 4      | 1     | 7        |
| 1 500 m           | 4         | 8      | 3       | 7           | 6      | 2      | 1     | 5        |
| 400 m             | 7         | 6      | 5       | 8           | 4      | 3      | 2     | 1        |
| Saut en longueur  | 4         | 7      | 5       | 8           | 6      | 3      | 1     | 2        |
| 5 000 m           | 2         | 6      | 3       | 8           | 7      | 5      | 1     | 4        |
| 4 × 100 m         | 6         | 4      | 7       | 8           | 3      | 5      | 2     | 1        |
| 1er jour          | 50        | 53     | 55      | 60,5        | 47,5   | 41     | 22    | 30       |
| Saut à la perche  | 5,5       | 8      | 4       | 2           | 5,5    | 1      | 7     | 3        |
| Triple saut       | 2         | 4      | 5       | 6           | 7      | 3      | 8     | 1        |
| Lancer du javelot | 7         | 3      | 4       | 5           | 8      | 6      | 2     | 1        |
| 110 m haies       | 5         | 4      | 7       | 6           | 2      | 1      | 8     | 3        |
| 800 m             | 7         | 8      | 4       | 1           | 6      | 3      | 2     | 5        |
| 3 000 m steeple   | 3         | 8      | 7       | 1           | 4      | 6      | 5     | 2        |
| 200 m             | 4         | 5      | 3       | 8           | 2      | 6      | 7     | 1        |
| Lancer du disque  | 8         | 2      | 5       | 6           | 4      | 3      | 1     | 7        |
| 3 000 m           | 8         | 5      | 4       | 3           | 6      | 1      | 2     | 7        |
| 4 × 400 m         | 8         | 5      | 6       | 4           | 7      | 1      | 3     | 2        |
| Second jour       | 57,5      | 52     | 49      | 42          | 51,5   | 31     | 45    | 32       |
| Total             | 107,5     | 105    | 104     | 102,5       | 99     | 72     | 67    | 62       |

#### Femmes
|                   | Russie | Ukraine | France | Allemagne | Pologne | Grèce | Espagne | Royaume-Uni |
| ----------------- | ------ | ------- | ------ | --------- | ------- | ----- | ------- | ----------- |
| 1 500 m           | 6      | 5       | 7      | 4         | 2       | 1     | 8       | 3           |
| Saut à la perche  | 6      | 8       | 4      | 0         | 7       | 5     | 2       | 3           |
| Triple saut       | 8      | 6       | 3      | 2         | 4       | 7     | 5       | 1           |
| 400 m haies       | 7      | 2       | 1      | 5         | 6       | 8     | 4       | 3           |
| Lancer du javelot | 6      | 5       | 1      | 7         | 3       | 8     | 4       | 2           |
| 100 m             | 7      | 4       | 8      | 3         | 2       | 1     | 6       | 5           |
| 3 000 m steeple   | 7      | 2       | 8      | 4         | 5       | 1     | 6       | 3           |
| 400 m             | 8      | 7       | 6      | 5         | 3       | 2     | 1       | 4           |
| Lancer du disque  | 4      | 2       | 5      | 7         | 6       | 8     | 1       | 3           |
| 800 m             | 8      | 2       | 5      | 7         | 4       | 1     | 3       | 6           |
| 4 × 100 m         | 7      | 6       | 8      | 5         | 4       | 3     | 2       | 1           |
| 1er jour          | 74     | 49      | 56     | 49        | 46      | 45    | 42      | 34          |
| Lancer du marteau | 7      | 8       | 4      | 6         | 5       | 3     | 1       | 2           |
| 100 m haies       | 7      | 8       | 3      | 2         | 4       | 5     | 6       | 0           |
| Saut en hauteur   | 8      | 7       | 4,5    | 6         | 4,5     | 2     | 3       | 1           |
| Lancer du poids   | 8      | 3       | 4      | 6         | 5       | 7     | 2       | 1           |
| 200 m             | 7      | 6       | 8      | 5         | 4       | 3     | 1       | 2           |
| Saut en longueur  | 8      | 5       | 2      | 4         | 3       | 6     | 1       | 7           |
| 5 000 m           | 7      | 2       | 4      | 6         | 5       | 1     | 3       | 8           |
| 3 000 m           | 8      | 2       | 5      | 4         | 7       | 1     | 6       | 3           |
| 4 × 400 m         | 8      | 7       | 2      | 4         | 3       | 6     | 1       | 5           |
| Second jour       | 68     | 48      | 36,5   | 43        | 40,5    | 34    | 24      | 29          |
| Total             | 142    | 97      | 92,5   | 92        | 86,5    | 79    | 66      | 63          |

### Résultats par épreuve

#### Hommes
| Épreuve | Or                                                                     | Or                 | Argent                                                              | Argent             | Bronze                                                                 | Bronze             |
| --- | ---------------------------------------------------------------------- | ------------------ | ------------------------------------------------------------------- | ------------------ | ---------------------------------------------------------------------- | ------------------ |
| 100 m (vent : -3,2 m/s) | Lukasz Chyla POL                                                       | 10 s 42            | Ronald Pognon FRA                                                   | 10 s 43            | Ronny Ostwald GER                                                      | 10 s 49            |
| 200 m (vent : 0,0 m/s) | Christian Malcolm GBR                                                  | 20 s 56            | Johan Wissman SWE                                                   | 20 s 61            | Marco Torrieri ITA                                                     | 20 s 62            |
| 400 m | Tim Benjamin GBR                                                       | 45 s 37            | Ingo Schultz GER                                                    | 45 s 50            | Leslie Djhone FRA                                                      | 45 s 73            |
| 800 m | Florent Lacasse FRA                                                    | 1 min 45 s 19      | René Herms GER                                                      | 1 min 45 s 27      | Dmitriy Bogdanov RUS                                                   | 1 min 45 s 64      |
| 1 500 m | Mehdi Baala FRA                                                        | 3 min 49 s 13      | Michael East GBR                                                    | 3 min 49 s 53      | Yuriy Borzakovskiy RUS                                                 | 3 min 50 s 99 (SB) |
| 3 000 m | Wolfram Müller GER                                                     | 8 min 04 s 37      | Gert-Jan Liefers NED                                                | 8 min 04 s 41 (SB) | Vyacheslav Shabunin RUS                                                | 8 min 05 s 92      |
| 5 000 m | John Mayock GBR                                                        | 14 min 44 s 71     | Sergey Ivanov RUS                                                   | 14 min 44 s 75     | Mokhtar Benhari FRA                                                    | 14 min 44 s 78     |
| 3 000 m steeple | Bouabdellah Tahri FRA                                                  | 8 min 23 s 40      | Jakub Czaja POL                                                     | 8 min 25 s 51      | Giuseppe Maffei ITA                                                    | 8 min 27 s 53      |
| 110 m haies (vent : -1,0 m/s) | Robert Kronberg SWE                                                    | 13 s 58            | Tomasz Scigaczewski POL                                             | 13 s 66            | Andy Turner GBR                                                        | 13 s 68            |
| 400 m haies | Chris Rawlinson GBR                                                    | 48 s 59            | Naman Keïta FRA                                                     | 49 s 04            | Boris Gorban RUS                                                       | 49 s 71            |
| 4 × 100 m | GBR Christian Malcolm Darren Campbell Chris Lambert Mark Lewis-Francis | 38 s 67            | POL Zbigniew Tulin Lukasz Chyla Marcin Jedrusinski Marcin Urbas     | 38 s 68            | GER Alexander Kosenkow Ronny Ostwald Tobias Unger Till Helmke          | 38 s 76            |
| 4 × 400 m | GER Ingo Schultz Kamghe Gaba Ruwen Faller Bastian Swillims             | 3 min 01 s 78 (SB) | RUS Anton Galkin Andrey Rudnitskiy Aleksandr Usov Ruslan Mashchenko | 3 min 01 s 88 (SB) | POL Piotr Klimczak Artur Gasiewski Marcin Marciniszyn Robert Mackowiak | 3 min 02 s 05 (SB) |
| Saut en hauteur | Stefan Holm SWE                                                        | 2,32 m             | Grzegorz Sposób POL                                                 | 2,32 m             | Roman Fricke GER                                                       | 2,27 m             |
| Saut à la perche | Romain Mesnil FRA                                                      | 5,75 m             | Patrik Kristiansson SWE                                             | 5,70 m             | Lars Börgeling GER Yevgeniy Mikhailichenko RUS                         | 5,65 m             |
| Saut en longueur | Chris Tomlinson GBR                                                    | 8,28 m (w)         | Salim Sdiri FRA                                                     | 8,24 m (SB)        | Vitaliy Shkurlatov RUS                                                 | 8,13 m             |
| Triple saut | Christian Olsson SWE                                                   | 17,30 m            | Danila Burkenya RUS                                                 | 17,28 m            | Phillips Idowu GBR                                                     | 17,10 m (w)        |
| Lancer du poids | Carl Myerscough GBR                                                    | 20,85 m            | Rutger Smith NED                                                    | 20,56 m            | Ralf Bartels GER                                                       | 20,54 m            |
| Lancer du disque | Michael Möllenbeck GER                                                 | 64,42 m            | Rutger Smith NED                                                    | 63,68 m            | Carl Myerscough GBR                                                    | 61,68 m            |
| Lancer du marteau | Szymon Ziólkowski POL                                                  | 77,27 m            | Markus Esser GER                                                    | 76,97 m            | Nicola Vizzoni ITA                                                     | 76,16 m            |
| Lancer du javelot | Aleksandr Ivanov RUS                                                   | 82,55 m            | Peter Esenwein GER                                                  | 82,43 m            | Francesco Pignata ITA                                                  | 76,87 m            |
| Records et Performances - AR : Record continental (area record) - CR : Record des championnats (championship record) - MR : Record du meeting (meet record) - NR : Record national (national record) - OR : Record olympique (olympic record) - PR : Record paralympique (paralympic record) - PB : Record personnel (personal best) - SB : Meilleure performance personnelle de la saison (season's best) - WL : Meilleure performance mondiale de l'année (world leader) - WJR : Record du monde junior (world junior record) - WR : Record du monde (world record) Circonstances et Conditions - DNF : N'a pas terminé (did not finish) - DNS : N'a pas pris le départ (did not start) - DQ : Disqualification (disqualification) - NM : Aucun essai valable enregistré (No Mark) - Q : Qualifié « directement » au prochain tour (ou à la prochaine compétition), lors d'une compétition majeure, grâce au classement ou à la réalisation des minima (automatic qualifier) - q : Qualifié au prochain tour (ou à la prochaine compétition), lors d'une compétition majeure, grâce au repêchage ou à la réalisation de l'une des meilleures performances parmi celles des « non qualifiés directement » (grâce au meilleur temps ou à la meilleure distance par exemple) (secondary qualifier) |                                                                        |                    |                                                                     |                    |                                                                        |                    |

#### Femmes
| Épreuve | Or                                                                        | Or                     | Argent                                                                       | Argent              | Bronze                                                                | Bronze             |
| --- | ------------------------------------------------------------------------- | ---------------------- | ---------------------------------------------------------------------------- | ------------------- | --------------------------------------------------------------------- | ------------------ |
| 100 m (Vent : -1,9 m/s) | Christine Arron FRA                                                       | 11 s 23                | Yuliya Tabakova RUS                                                          | 11 s 39             | Glory Alozie ESP                                                      | 11 s 49 (SB)       |
| 200 m (Vent : 0,6 m/s) | Muriel Hurtis FRA                                                         | 22 s 78                | Natalya Antyukh RUS                                                          | 22 s 83             | Anzhela Kravchenko UKR                                                | 23 s 10            |
| 400 m | Olga Kotlyarova RUS                                                       | 50 s 09                | Antonina Yefremova UKR                                                       | 51 s 79             | Solen Désert FRA                                                      | 52 s 09            |
| 800 m | Olga Raspopova RUS                                                        | 2 min 00 s 24          | Claudia Gesell GER                                                           | 2 min 01 s 27 (SB)  | Susan Scott GBR                                                       | 2 min 01 s 35      |
| 1 500 m | Iris María Fuentes-Pila ESP                                               | 4 min 08 s 05          | Maria Martins FRA                                                            | 4 min 08 s 12       | Yuliya Kosenkova RUS                                                  | 4 min 08 s 59      |
| 3 000 m | Gulnara Samitova RUS                                                      | 8 min 49 s 48 (SB)     | Lidia Chojecka POL                                                           | 8 min 52 s 60       | Zulema Fuentes-Pila ESP                                               | 8 min 59 s 20 (PB) |
| 5 000 m | Paula Radcliffe GBR                                                       | 14 min 29 s 11 (CR,NR) | Liliya Shobukhova RUS                                                        | 14 min 52 s 19 (SB) | Sabrina Mockenhaupt GER                                               | 15 min 23 s 50     |
| 3 000 m steeple | Élodie Olivares FRA                                                       | 9 min 41 s 81 (SB)     | Lyubov Ivanova RUS                                                           | 9 min 44 s 95       | Rosa María Morató ESP                                                 | 9 min 51 s 08 (SB) |
| 100 m haies (Vent : -1,0 m/s) | Yelena Krasovska UKR                                                      | 12 s 78                | Irina Shevchenko RUS                                                         | 12 s 91             | Glory Alozie ESP                                                      | 12 s 95            |
| 400 m haies | Fani Halkia GRE                                                           | 54 s 16                | Yekaterina Bikert RUS                                                        | 54 s 60             | Malgorzata Pskit POL                                                  | 55 s 68            |
| 4 × 100 m | FRA Véronique Mang Muriel Hurtis Sylviane Félix Christine Arron           | 42 s 41 (SB)           | RUS Olga Fedorova Yuliya Tabakova Irina Khabarova Larisa Kruglova            | 42 s 93             | UKR Tetyana Tkalich Anzhela Kravchenko Oksana Kaydash Iryna Shepetyuk | 43 s 43            |
| 4 × 400 m | RUS Yuliya Gushchina Natalya Ivanova Yekaterina Bakhvalova Tatyana Levina | 3 min 26 s 04          | UKR Oleksandra Ryzhkova Oksana Ilyushkina Antonina Yefremova Nataliya Pyhyda | 3 min 26 s 28 (SB)  | GRE Olga Kaidantzi Hrisoula Goudenoudi Hariklia Bouda Fani Halkia     | 3 min 26 s 33 (NR) |
| Saut en hauteur | Yelena Slesarenko RUS                                                     | 2,04 m (CR)            | Irina Mikhalchenko UKR                                                       | 1,92 m              | Ariane Friedrich GER                                                  | 1,92 m (SB)        |
| Saut à la perche | Anzhela Balakhonova UKR                                                   | 4,50 m                 | Monika Pyrek POL                                                             | 4,40 m              | Tatyana Polnova RUS                                                   | 4,30 m             |
| Saut en longueur | Irina Simagina RUS                                                        | 6,91 m                 | Kelly Sotherton GBR                                                          | 6,68 m (SB)         | Ioánna Kafetzí GRE                                                    | 6,56 m             |
| Triple saut | Anna Pyatykh RUS                                                          | 14,85 m (SB)           | Chrysopigi Devetzi GRE                                                       | 14,81 m (w)         | Olena Hovorova UKR                                                    | 14,78 m (SB)       |
| Lancer du poids | Olga Ryabinkina RUS                                                       | 18,92 m                | Kalliopi Ouzouni GRE                                                         | 18,45 m             | Nadine Kleinert GER                                                   | 18,44 m            |
| Lancer du disque | Ekaterini Voggoli GRE                                                     | 64,25 m                | Franka Dietzsch GER                                                          | 61,42 m             | Joanna Wisniewska POL                                                 | 60,51 m            |
| Lancer du marteau | Irina Sekachova UKR                                                       | 71,91 m                | Olga Kuzenkova RUS                                                           | 70,89 m             | Betty Heidler GER                                                     | 70,05 m            |
| Lancer du javelot | Angeliki Tsiolakoudi GRE                                                  | 62,80 m (SB)           | Steffi Nerius GER                                                            | 59,42 m             | Valeriya Zabruskova RUS                                               | 58,88 m            |
| Records et Performances - AR : Record continental (area record) - CR : Record des championnats (championship record) - MR : Record du meeting (meet record) - NR : Record national (national record) - OR : Record olympique (olympic record) - PR : Record paralympique (paralympic record) - PB : Record personnel (personal best) - SB : Meilleure performance personnelle de la saison (season's best) - WL : Meilleure performance mondiale de l'année (world leader) - WJR : Record du monde junior (world junior record) - WR : Record du monde (world record) Circonstances et Conditions - DNF : N'a pas terminé (did not finish) - DNS : N'a pas pris le départ (did not start) - DQ : Disqualification (disqualification) - NM : Aucun essai valable enregistré (No Mark) - Q : Qualifié « directement » au prochain tour (ou à la prochaine compétition), lors d'une compétition majeure, grâce au classement ou à la réalisation des minima (automatic qualifier) - q : Qualifié au prochain tour (ou à la prochaine compétition), lors d'une compétition majeure, grâce au repêchage ou à la réalisation de l'une des meilleures performances parmi celles des « non qualifiés directement » (grâce au meilleur temps ou à la meilleure distance par exemple) (secondary qualifier) |                                                                           |                        |                                                                              |                     |                                                                       |                    |

## Première division
La 1re division (First League), divisée en deux groupes, se dispute à Plovdiv (Bulgarie) et à Istanbul (Turquie) les 19 et 20 juin 2004.
| Place | Pays        | Points |
| ----- | ----------- | ------ |
| 1     | Tchéquie    | 110    |
| 2     | Ukraine     | 108    |
| 3     | Roumanie    | 104,5  |
| 4     | Belgique    | 101    |
| 5     | Grèce       | 97     |
| 6     | Croatie     | 76     |
| 7     | Biélorussie | 72,5   |
| 8     | Bulgarie    | 47     |

| Place | Pays     | Points |
| ----- | -------- | ------ |
| 1     | Espagne  | 129    |
| 2     | Finlande | 103    |
| 3     | Hongrie  | 95,5   |
| 4     | Slovénie | 94     |
| 5     | Portugal | 82     |
| 6     | Suisse   | 80,5   |
| 7     | Norvège  | 67,5   |
| 8     | Autriche | 63,5   |

| Place | Pays        | Points |
| ----- | ----------- | ------ |
| 1     | Roumanie    | 130    |
| 2     | Bulgarie    | 122    |
| 3     | Biélorussie | 104    |
| 4     | Tchéquie    | 94     |
| 5     | Suède       | 90     |
| 6     | Belgique    | 81     |
| 7     | Estonie     | 48     |
| 8     | Lettonie    | 45     |

| Place | Pays     | Points |
| ----- | -------- | ------ |
| 1     | Italie   | 126,5  |
| 2     | Finlande | 104    |
| 3     | Hongrie  | 101    |
| 4     | Portugal | 88     |
| 5     | Bulgarie | 87     |
| 6     | Pays-Bas | 82     |
| 7     | Suisse   | 77     |
| 8     | Turquie  | 62,5   |

## Seconde division
La 2e division (Second League), divisée en deux groupes, se dispute les 19 et 20 juin 2004 à Reykjavík (Islande) et à Novi Sad (Serbie).
Les deux équipes d'Irlande et de Serbie-et-Monténégro se hissent en première division.
| Place | Pays       | Points |
| ----- | ---------- | ------ |
| 1     | Estonie    | 126,5  |
| 2     | Irlande    | 121    |
| 3     | Danemark   | 104    |
| 4     | Chypre     | 94     |
| 5     | Islande    | 80     |
| 6     | Luxembourg | 67,5   |
| 7     | Lituanie   | 58     |
| 8     | AASSE      | 49     |

| Place | Pays                 | Points |
| ----- | -------------------- | ------ |
| 1     | Serbie-et-Monténégro | 193,5  |
| 2     | Slovaquie            | 183,5  |
| 3     | Lettonie             | 172,5  |
| 4     | Israël               | 164    |
| 5     | Turquie              | 164    |
| 6     | Moldavie             | 143    |
| 7     | Bosnie-Herzégovine   | 113    |
| 8     | Azerbaïdjan          | 110    |
| 9     | Arménie              | 84,5   |
| 10    | Albanie              | 82,5   |
| 11    | Géorgie              | 80     |
| 12    | Macédoine du Nord    | 44,5   |

| Place | Pays     | Points |
| ----- | -------- | ------ |
| 1     | Irlande  | 118    |
| 2     | Norvège  | 109,5  |
| 3     | Autriche | 103    |
| 4     | Danemark | 98     |
| 5     | Chypre   | 92,5   |
| 6     | Lituanie | 76     |
| 7     | Islande  | 70     |
| 8     | AASSE    | 42     |

| Place | Pays                 | Points |
| ----- | -------------------- | ------ |
| 1     | Serbie-et-Monténégro | 185    |
| 2     | Croatie              | 184    |
| 3     | Slovaquie            | 181    |
| 4     | Moldavie             | 128    |
| 5     | Israël               | 121,5  |
| 6     | Bosnie-Herzégovine   | 109    |
| 7     | Géorgie              | 104    |
| 8     | Albanie              | 88     |
| 9     | Arménie              | 80     |
| 10    | Macédoine du Nord    | 54,5   |
| 11    | Azerbaïdjan          | 49     |

|  | Vainqueur de la compétition |  | Promotion en division supérieure |  | Relégation en division inférieure |